# Sterrhostoma heterogastra
Sterrhostoma heterogastra är en fjärilsart som beskrevs av Edward Meyrick 1935. Sterrhostoma heterogastra ingår i släktet Sterrhostoma och familjen stävmalar. Inga underarter finns listade i Catalogue of Life.